# Дамір Дугонджич
Дамір Дугонджич (21 лютого 1988) — словенський плавець.
Учасник Олімпійських Ігор 2008, 2012, 2016 років.
Призер Чемпіонату світу з плавання на короткій воді 2012 року.
Чемпіон Європи з водних видів спорту 2012 року, призер 2014 року.
Чемпіон Європи з плавання на короткій воді 2013, 2015 років, призер 2011, 2012 років.